# República da Ambazónia
A República Federal da Ambazónia (português europeu) ou Ambazônia (português brasileiro) (também conhecida como Ambazania e por vezes chamado de Camarões do Sul) é um Estado não reconhecido na África Ocidental que luta pela sua independência dos Camarões. Limita-se a norte e a oeste com a Nigéria, e a leste com o restante do território camaronês.
Foi declarado unilateralmente um Estado independente por um grupo que lutava pela independência do sul dos antigos Camarões Britânicos (Camarões do Sul) em 1999. Esta declaração não foi reconhecida por nenhum membro da Organização das Nações Unidas. Contudo, área continua sob soberania camaronesa.
Os habitantes da zona falam, em geral, a inglês como segunda língua. Muitos se opõem à eliminação da estrutura federal dos Camarões, e a sua transformação em estado unitário, crendo que os direitos da minoria anglófona não sejam respeitados pela maioria francófona. Enquanto que alguns habitantes procuram apenas o restabelecimento da estrutura federal, outros são partidários da independência, sob o nome de República da Ambazónia.
Em 2017, a Southern Cameroons Ambazonia Consortium United Front (SCACUF) declarou unilateralmente que a Ambazônia era independente, enquanto o governo dos Camarões afirmou que a declaração não possuía peso legal. Os protestos e violência que se seguiram seriam referidos como "Crise Anglófona".